# Яргеліс Савіньє
Яргеліс Савіньє (нар. 13 листопада 1984, Нісето Перес, Куба) — кубинська легкоатлетка, бронзова призерка Олімпійських ігор (2008).